# Ghyll Head Reservoir
Das Ghyll Head Reservoir ist ein Stausee im Lake District, Cumbria, England.
Der See liegt südlich des Ortes Windermere und östlich des Sees Windermere. Der Seaves Beck und der Summersty Beck bilden seinen Zufluss im Süden. Der Ghyll Head Beck bildet seinen Abfluss im Norden.
Der See wurde als Trinkwasserspeicher für den Ort Windermere angelegt, er wird aber nur noch bei extremer Trockenheit dafür genutzt und dient als Angelteich.